# Jurij II av Vladimir-Suzdal
Jurij II av Vladimir-Suzdal, död 1238, var en rysk monark. Han var regerande storfurste av Vladimir från 1212 till 1216 och 1218-1238.